# 1711 no Brasil
Esta é uma cronologia dos fatos acontecimentos de ano 1711 no Brasil.

## Incumbentes
- Rei – D. João V (1706–1750)
- Governador-geral – Lourenço de Almada, 9.º conde de Avranches (1710–14 de outubro de 1711) e Pedro de Vasconcelos e Sousa (14 de outubro de 1711–1714)

## Eventos
- 8 de julho: O arraial de Ouro Preto é erigido em Vila Rica.
- 11 de julho: A vila de São Paulo é elevada à categoria de cidade.
- 22 de setembro: Tropas francesas ocupam o Rio de Janeiro.
- 10 de outubro: Temeroso dos invasores franceses, Francisco de Castro Morais assina a rendição do Rio de Janeiro.
- 14 de outubro: Pedro de Vasconcelos e Sousa é governador-geral.
- 18 de dezembro: O Seminário de Belém é fundado em Cachoeira, na Bahia.
- Fim da Guerra dos Mascates, em Pernambuco.[1]

## Mortes
- 5 de janeiro: Manuel Botelho de Oliveira, político e poeta (n. 1636).